# Luzmila Carpio
Luzmila Carpio Sangüeza (Qala Qala, 1949) es una cantante boliviana de música tradicional boliviana nortepotosina, reconocida por su característico canto de tiple que imitan al canto de los pájaros. Nació en la comunidad de Qala Qala, Ayllu Panacachi, situada en el Departamento de Potosí.
Perteneciente a una comunidad indígena, cuenta que su madre le enseñó a inspirarse en la belleza de la naturaleza, así como en los cantos de sus ancestros.

## Biografía
Carpio nació en Qala Qala, un pequeño pueblo rural del municipio de Uncía de la provincia de Rafael Bustillo en el norte del departamento de Potosí.
Desde una temprana edad aprendió canciones en quechua su idioma nativo. 
Durante sus años de formación, tan solo a sus 11 años de edad empezó a interpretar sus canciones en radios locales, pero en esa época en Bolivia el español era el único idioma oficial, por este motivo Luzmila estaba obligada a cantar solamente en español.[cita requerida]
En octubre de 2023, Luzmila fue reconocida por la revista Rolling Stone como un ícono de la música folklórica de América Latina.

## Música
Carpio es intérprete de charango, autora y compositora, en sus canciones relata la realidad de su comunidad y su cultura ancestral; lo más destacado de su producción es su voz, que llega a alcanzar tonos muy altos en la imitación de los cantos de las aves, como  la gaviota y pájaros cantores.
El contenido de sus composiciones, en su mayoría cantadas en idioma quechua, refleja la relación del pueblo q'ara q'ara con la naturaleza.
Actualmente reside en Francia.

### Discografía
Ha publicado 25 discos y compuesto alrededor de 120 canciones. entre sus álbumes se encuentran:
- Chants des Indiens Quechua de Bolivie (Francia, 1983)
- Indianische Stimme (1988)
- Huayños (1989)
- Vida para los niños (1991)
- Warmikunapax (1993)
- Yayay Jap'ina (1994)
- Luzmila Carpio Live. En concierto (2005) a

## Embajadora
En abril de 2006 el presidente de Bolivia Evo Morales designó a Luzmila Carpio como embajadora de su país en Francia, misión que duró 4 años, hasta 2011.